# Кабалов, Григорий Александрович
Григо́рий Алекса́ндрович Каба́лов (26 сентября 1901, Санкт-Петербург — 1977, СССР) — советский кинооператор, режиссёр неигрового кино. Лауреат Сталинской премии второй степени (1946).

## Биография
Родился 13 (26) сентября 1901 года в Санкт-Петербурге, по происхождению из дворян. В 1913—1917 годах учился во Владимирском Киевском кадетском корпусе. С октября 1918 года в Красной армии, работал фотографом в военных учреждениях, в 1923 году имел собственное фотоателье в Москве, с 1924 года — оператор на кинофабрике «Межрабпом-Русь» (с 1928 года — «Межрабпомфильм»). Участвовал в работе первой мультипликационной мастерской при Государственном техникуме кинематографии (ГТК).
В 1922—1923 годах учился в Московском строительном техникуме, в 1927 году окончил операторский факультет ГТК (с 1930 года — Государственный институт кинематографии), будучи студентом работал помощником оператора на картине «Сорок первый» (1926). В 1929 году участвовал в съёмке первой в СССР звуковой кинохроники. С 1930 года состоял в экспериментальной группе по освоению цветного кино, снял цветной эпизод для фильма «Великий утешитель» (1933). В 1934 году в качестве оператора участвовал в научной экспедиции вдоль Северного морского пути на ледоколе «Ф. Литке».
После окончания режиссёрского факультета ВГИКа в 1937 году был ассистентом режиссёра и режиссёром на киностудии «Мосфильм», где принимал участие в картинах: «Физкультурный парад» (1938), «Цветущая юность» (1939), «Цветные киноновеллы» (1941). С 1942 года — оператор, затем режиссёр на «Моснаучфильме». Как сценарист, режиссёр и оператор участвовал в создании киноочерков для киножурнала «Наука и техника» (1943—1964). В 1932—1934 и 1945—1960 годах преподавал во ВГИКе.
Член Союза кинематографистов СССР.
Скончался в 1977 году. Похоронен на Головинском кладбище в Москве.

## Фильмография
Оператор
- 1925 — Алкоголь, труд, здоровье
- 1925 — Китай в огне (анимационный; совм. с В. Шульманом)
- 1926 — Зелёный змий
- 1927 — Неоплаченное письмо
- 1928 — Альбидум (совм. с Л. Косматовым)
- 1928 — Домашний уход за больными (инструктивный)
- 1928 — Пять минут (совм. с Н. Анощенко)
- 1929 — Москва советская
- 1929 — Рельсы гудят
- 1930 — Простой случай (совм. с Г. Бобровым)
- 1934 — Настенька Устинова
- 1934 — Новая ткань
- 1935 — Победитель льдов
- 1944 — Закон великой любви (совм. с В. Асмусом)[21]
- 1945 — Парад Победы (цветная версия; совм. с группой операторов)
- 1951 — Воспитание детей в яслях

Режиссёр
- 1934 — Новая ткань
- 1934 — Победитель льдов
- 1951 — Воспитание детей в яслях

Сценарист
- 1951 — Воспитание детей в яслях

## Награды и премии
- Сталинская премия второй степени (1946) — за научно-популярный фильм «Закон великой любви» (1944)[23]
- медаль «За оборону Москвы»[2]
- орден «Знак Почёта» (1950)[24]

## Комментарии
1. ↑  Автор воспоминаний о работе на фабрике «Межрабпом-Русь» по её первому адресу на Верхней Масловке, 65, а также о пожаре 1 ноября 1926 года, полностью её уничтожившем[8].
2. ↑  Снятый Г. А. Кабаловым цветной эпизод для фильма Л. В. Кулешова не сохранился[14].